# Saint-Sulpice-de-Favières
Saint-Sulpice-de-Favières är en kommun i departementet Essonne i regionen Île-de-France i norra Frankrike. Kommunen ligger i kantonen Saint-Chéron som tillhör arrondissementet Étampes. År 2022 hade Saint-Sulpice-de-Favières 271 invånare.

## Befolkningsutveckling
Antalet invånare i kommunen Saint-Sulpice-de-Favières
| Referens: INSEE |